# Ioana Gașpar
Ioana Gașpar (ur. 17 kwietnia 1983 w Timișoarze) – rumuńska tenisistka, mistrzyni Wimbledonu 2000 w grze podwójnej dziewcząt, reprezentantka kraju w Pucharze Federacji.

## Kariera tenisowa
W karierze wygrała siedem turniejów singlowych i dziesięć deblowych rangi ITF. 17 września 2001 zajmowała najwyższe miejsce w rankingu singlowym WTA Tour – 258. pozycję. Tego samego dnia osiągnęła również najwyższą lokatę w deblu – 310. miejsce.
Jako juniorka zwyciężyła w wielkoszlemowym Wimbledonie w 2000 roku w grze podwójnej dziewcząt. Razem z Tetianą Perebyjnis pokonały w meczu mistrzowskim Dáję Bedáňovą i Maríę Emilię Salerni wynikiem 7:6(2), 6:3.
W 2001 roku reprezentowała kraj w zmaganiach o Puchar Federacji. Wystąpiła w pięciu meczach, a wygrała w jednym z nich.

## Życie prywatne
W maju 2010 roku poślubiła tenisistę Mădălina Ivana i dokonała zmiany swojego nazwiska na Gașpar-Ivan.

## Wygrane turnieje rangi ITF
| turnieje z pulą nagród 100 000 $ |
| turnieje z pulą nagród 80 000 $  |
| turnieje z pulą nagród 60 000 $  |
| turnieje z pulą nagród 25 000 $  |
| turnieje z pulą nagród 15 000 $  |
| turnieje z pulą nagród 10 000 $  |

### Gra pojedyncza
|    | Data       | Turniej        | Naw.          | Przeciwniczka        | Wynik            |
| 1. | 08/08/1999 | Bukareszt      | Ceglana       | Raluca Ciochină      | 0:6, 6:3, 6:3    |
| 2. | 30/04/2000 | Cerignola      | Ceglana       | Aliénor Tricerri     | 4:6, 6:3, 6:1    |
| 3. | 15/10/2000 | Ciampino       | Ceglana       | Andreea Ehritt-Vanc  | 5:4, 4:1, 4:1    |
| 4. | 19/11/2000 | Stupava        | Twarda (hala) | Magdalena Zděnovcová | 5:3, 5:4(2), 4:2 |
| 5. | 09/09/2018 | Székesfehérvár | Ceglana       | Vanda Lukács         | 7:5, 6:3         |
| 6. | 09/12/2018 | Antalya        | Twarda        | Carole Monnet        | 6:1, 6:2         |
| 7. | 30/05/2021 | Heraklion      | Ceglana       | Arina Vasilescu      | 6:0, 6:1         |

### Gra podwójna
|     | Data       | Turniej   | Naw.    | Partnerka                 | Przeciwniczki                    | Wynik             |
| 1.  | 30/05/2004 | Oradea    | Ceglana | Lavinia Toader            | Bianca Bonifate Diana Gae        | 2:6, 6:1, 6:2     |
| 2.  | 01/09/2006 | Timișoara | Ceglana | Corina Corduneanu         | Diana Enache Agnes Szatmari      | 6:3, 6:4          |
| 3.  | 11/07/2008 | Bukareszt | Ceglana | Irina-Camelia Begu        | Mihaela Bunea Gabriela Niculescu | 4:6, 6:3, 10–3    |
| 4.  | 05/06/2009 | Bukareszt | Ceglana | Laura Ioana Andrei        | Simona Matei Andreea Mitu        | 6:3, 7:6(3)       |
| 5.  | 24/07/2009 | Bukareszt | Ceglana | Simona Matei              | Ionela-Andreea Iova Andreea Mitu | 7:6(6), 6:1       |
| 6.  | 03/11/2018 | Antalya   | Twarda  | Gabriela Nicole Tătăruș   | İpek Öz Melis Sezer              | 6:7(3), 7:5, 10–4 |
| 7.  | 17/02/2019 | Antalya   | Ceglana | Karola Patricia Bejenaru  | Fanny Östlund Anna Ureke         | 6:4, 6:3          |
| 8.  | 06/07/2019 | Tabarka   | Ceglana | Yuliana Lizarazo          | Alica Rusová Noelia Zeballos     | 7:5, 6:3          |
| 9.  | 07/12/2019 | Antalya   | Twarda  | Georgia Crăciun           | Leonie Küng Melis Sezer          | 6:4, 1:6, 14–12   |
| 10. | 03/07/2021 | Prokuplje | Ceglana | Jekatierina Wiszniewskaja | Alice Robbe Draginja Vuković     | 6:4, 6:3          |

## Finały juniorskich turniejów wielkoszlemowych

### Gra podwójna (1)
| Końcowy wynik | Rok  | Turniej   | Nawierzchnia | Partnerka          | Przeciwniczki                      | Wynik finału |
| Zwyciężczyni  | 2000 | Wimbledon | Trawiasta    | Tetiana Perebyjnis | Dája Bedáňová María Emilia Salerni | 7:6(2), 6:3  |